# Pigier Côte d'Ivoire
Pour les articles homonymes, voir Pigier (homonymie).
Pigier Côte d'Ivoire, situé au cœur du Plateau à Abidjan, est l'un des premiers établissements à l'international du réseau d'écoles privées Pigier. Il forme et encadre les étudiants aussi bien que les travailleurs. Cet établissement de renommée existe depuis 1956 en Côte d'Ivoire et le réseau mondial a plus de 150 années d'existence .

## Domaines de formation de Pigier Côte d'Ivoire
Le groupe Pigier forme des étudiants dans différents domaines notamment

### Finance et Comptabilité
Ces formations enseignent la maîtrise des techniques de gestion comptable et financière de l'entreprise. Les formations concernent:
- le  Premier cycle (Licence Professionnelle Finance Comptabilité; Audit Comptable et Contrôle de Gestion) ;
- le  Deuxième cycle (Master Professionnel Finance/Comptabilité; Master en Audit et Contrôle de Gestion).

### Administration et Commerce
Cette formation permet la maîtrise des techniques de gestion des entreprises. Elle forme les étudiants pour: 
- le Premier Cycle avec comme diplôme la Licence Professionnelle Secrétariat Bureautique, Secrétariat Bilingue, Communication d'entreprise, Assistant(e) de gestion PME-PMI, Gestion Commerciale,Assistant(e) de direction (option bilingue) et Négociation/Communication Multimédia);
- le Deuxième cycle avec comme diplôme le Master Professionnel en Marketing et Communication et le Master Professionnel en Administration d'entreprise.

### Systèmes Informatiques et Télécommunication
Cette formation concerne la maîtrise des systèmes informatiques et de télécommunication en entreprise. Elle est orientée vers:
- le Premier cycle (Informatique Développeur d'Application, Réseaux Génie Logiciel);
- Deuxième cycle (Master Génie Informatique et Réseaux)

## Les atouts du groupe Pigier Côte d'Ivoire
Le groupe Pigier a à son actif :
- Plus de 3000 étudiants[2]
- Plus de 48 salles de cours,
- Un atelier de production audiovisuelle,
- un cabinet de placement de ces étudiants qui lui permet d’être en étroite relation avec le monde du travail (il accompagne les étudiants dans la recherche de l’emploi sur le terrain et de le suivre)
- Un centre de documentation numérique,
- Un large éventail de formations tertiaires et informatiques allant jusqu'au BAC+5,
- Des diplômes d'état (BTS) et des diplômes reconnus par le CAMES BAC+5,
- Plus de 150 ans d'existence dans le monde et 50 ans en Côte d'Ivoire.